# دغناش أوراسي
دغناش أوراسي (الاسم العلمي: Pyrrhula pyrrhula) أو الدغناش، هو نوع من الطيور يتبع جنس الدغناش من فصيلة الشرشوريات ضمن رتبة العصفوريات. يقطن قارتي أوروبا وآسيا، تضع الإناث بيضها في أشجار الادغال، وتضع من 4 إلى 7 بيضات، ويتغذى الدغناش الأوراسي على البذور وبراعم النباتات لذلك فإنه أحياناً يتلف بعض شجار الثمار.